# Хузум
Хузум (на немски: Husum, на фризийски Hüsem) е град в Северна Германия, провинция Шлезвиг-Холщайн. Разположен е на брега на Северно море, а населението му е около 21 000 души (2002). Намира се на 82 km западно от Кил, 139 km северозападно от Хамбург и 43 km югозападно от Фленсбург.
Хузум се споменава за пръв път през 1252, когато там се намира датската крепост Хузумбро, в която е убит крал Абел. Както повечето градове по крайбрежието на Северно море, Хузум често е засяган от приливи, предизвиквани от бури. През 1362 катастрофален прилив наводнява града и откопава значителни земни маси, като го превръща в морско пристанище. До този момент градът не е разположен на морския бряг.
От 1689 до 1697 органист в Хузум е Николаус Брунс, оказал силно влияние върху Йохан Себастиан Бах. През 19 век градът става известен като родното място на писателя Теодор Щорм, създал фразата „сивият град на морето“. Днес Хузум е туристически център и врата към Северните Фризийски острови.

## Личности родени в Хузум
- Теодор Щорм (1817-1888), писател

## Побратимени градове
- Кидърминстър, Англия